# Bedekovich Ferenc
Báró komori Bedekovich Ferenc (Varasd, 1755. február 6. – Bécs, 1827. június 15.) császári és királyi kamarás, status- és konferenciális tanácsos, a Szent István rend commandeurje és Körös megye főispánja.

## Élete
Bedekovich Miklós királyi tanácsos és a báni tábla ülnökének fia volt. Nevelését Bourguignon vezetése alatt Bécsben nyerte s ott végezte jogi tanulmányait. 1775. augusztus 2.-án Varasd megye főjegyzője; 1782. június 2.-án az egyesített magyar – erdélyi udvari kancelláriánál udvari fogalmazóvá neveztetett ki; 1783. december 5.-én királyi tanácsos és udvari titkár, 1785. december 9.-én magyar királyi helytartósági tanácsos lett. Az 1790. országgyűlésre a horvát – szlavón városoktól követűl küldetett. 1794. június 30.-án a magyar királyi udvari kancelláriánál udvari tanácsosnak léptették elő. Megbizatván a horvát banderiumok szervezésével, mint királyi biztos beutazta a három megyét és küldetéséről az 1802. évi országgyűlésen kimerítő jelentést terjesztett be. 1805-ben mint hadi biztos a holicsi táborba ment, ahol az uralkodó tetszését megnyerte, mire fölvétetett az állami tanácsba. 1807. január 6.-án valóságos állami tanácsossá neveztetett ki; ezen minőségben kísérte a fejedelmet utazásaiban, valamint az 1807. és 1811. országgyűlésekre, az 1809. 1813. és 1814. évi hadjáratok alkalmával és 1817-es erdélyi utjában. 1808. augusztus 6.-án a Szent István-rend lovagkeresztjével díszíttetett fel és Párizsban 1814-ben ezen rend commandeur-keresztjét, később az ezüst Polgári Érdemkeresztet is nyerte. 1809. november 22.-én bárói rangra emeltetett. 1809. február 13.-án Békés megye, 1825. március 19.-én Varasd megye főispánjává neveztetett ki.

## Művei
Projectum de coordinatione consilii regii locumtenentalis hungarici. Posonii, 1826.
Az 1790. országgyűlésen bár a király jogait védelmezte, hazafias és jól átgondolt beszédeivel a fölháborodott kedélyek csillapítására hatott. Megválasztatván azon bizottságba, mely a következő országgyűlés fontosabb előterjesztéseit kidolgozta, ő is nehány dolgozattal járult ahhoz. Mint államtanácsos szintén fontos munkálatokat terjesztett be, melyek az államlevéltárban őriztetnek.